# Chalé Giner-Cortina
El chalé Giner-Cortina se encuentra situado en la calle Gómez Ferrer número 122 de Torrente (Valencia), España. Es una obra proyectada por el arquitecto José María Manuel Cortina Pérez en el año 1918.

## Edificio
Es una obra del arquitecto valenciano José María Manuel Cortina Pérez. Es un edificio residencial catalogado como Bien de Relevancia Local con el identificador número 46.14.244-005 construido entre los años 1918 y 1919.
La edificación es de tipo palaciego con inspiración neonazarí y neomudéjar enclavado dentro del modernismo valenciano tardío. Fue un proyecto que el arquitecto realizó para su hermana Eva María Salomé y su cuñado José Giner Viguer. 
Actualmente se encuentra en ruinas tras ser ocupado ilegalmente y sufrir un incendio en el año 2006. El Consejo Valenciano de Cultura ha recomendado su urgente rehabilitación en varios informes, dado lo preocupante de su estado. El ayuntamiento de Torrente ha instado a su actual propietario a restaurarlo.